# Ashlee Simpson
Ashlee Nicole Ross-Næss, nata Simpson (Waco, 3 ottobre 1984), è una cantautrice, attrice e personaggio televisivo statunitense.
Divenuta famosa sulla scia del successo della sorella, Jessica Simpson, Ashlee ha pubblicato 3 album e ottenuto un notevole successo guadagnando 3 dischi di Platino negli Stati Uniti con il suo album di debutto Autobiography (grazie ai singoli Pieces Of Me e La La) e 1 disco di Platino con il successivo I Am Me (grazie ai singoli Boyfriend e L.O.V.E.).
Nella sua carriera di attrice, la Simpson ha recitato in lavori di successo come Settimo cielo e Melrose Place e ottenuto ruoli minori in diverse altre produzioni cinematografiche e televisive. Ebbe inoltre un ruolo da protagonista nel film Undiscovered (2005), che tuttavia si rivelò un flop sia a livello di critica che di incassi.
La Simpson salì per la prima volta alla ribalta della cronaca mediatica nel 2004 quando fu protagonista de The Ashlee Simpson Show, un reality show trasmesso su MTV che raccontava la sua vita e l'inizio della sua carriera come cantante. Il programma si rivelò un successo contribuendo a stabilire un ampio riconoscimento per la Simpson e permettendo al suo album di debutto, pubblicato un mese dopo l'inizio della trasmissione dello show, di debuttare al primo posto delle vendite USA. Questo rese Ashlee, come sua sorella prima di lei, il centro di notevole attenzione mediatica proprio per l'anomala scalata al successo che le permise di bruciare le tappe nonostante l'assenza di qualsiasi precedente esperienza musicale. Questo innescò intensi dibattiti sul ruolo del nepotismo nell'ambito dell'industria dell'intrattenimento.
Il grande successo discografico iniziale fu tuttavia frenato da alcune criticatissime performance, in particolare quella tenutasi al Saturday Night Live nel 2004, quando un problema tecnico rese palese l'utilizzo del playback scatenando le ire dell'opinione pubblica e causando un clamore mediatico non indifferente.

## Biografia

### Infanzia e adolescenza: dalla danza alla recitazione e la musica
Inizia a studiare danza classica all'età di tre anni divenendo, a undici, la più giovane ballerina mai ammessa alla School of American Ballet di New York. In quel periodo inizia a soffrire di anoressia nervosa e perde molto peso. La famiglia, anche in concomitanza con il successo discografico della sorella maggiore Jessica, decide di trasferirsi a Los Angeles, dove Ashlee inizia ad apparire in spot pubblicitari. In seguito diventa una delle ballerine di fila degli show della sorella, fino a quando ottiene delle parti in serie televisive e film.
Appare in un episodio del telefilm Malcolm nel 2001, dopodiché ricopre una piccola parte nel film Hot Chick - Una bionda esplosiva, del 2002.
Il successo vero e proprio arriva poco dopo, con un ruolo di primo piano nella serie televisiva Settimo cielo, nella quale recita dal 2002 al 2004 interpretando l'adolescente Cecilia Smith.
Nello stesso periodo comincia a lavorare ad alcune demo punk e rock quando la serie non è in produzione. Una delle sue canzoni, Just Let Me Cry, viene inclusa nella colonna sonora del film Freaky Friday del 2003 e attira così l'attenzione dell'etichetta Geffen Records, la quale le offre un contratto discografico.
La stessa estate la Simpson è VJ nel programma TRL su MTV negli Stati Uniti. In seguito al successo della serie Newlyweds: Nick and Jessica, con protagonisti la sorella Jessica Simpson e il marito Nick Lachey, Ashlee ottiene la propria serie spin-off intitolata The Ashlee Simpson Show. Nella speranza di porre fine ai paragoni con la sorella e lanciare la sua carriera musicale, la serie concentra la sua narrazione sulla registrazione del suo album di debutto, nonché su altri aspetti personali della sua vita.

### 2004-2005:Autobiography
Il suo primo album, Autobiography, debutta nel luglio 2004 direttamente al primo posto delle classifiche USA, vendendo circa 398 000 copie solo nella prima settimana e divenendo così il più grande esordio di un'artista femminile quell'anno. La Simpson è coautrice di tutte le tracce, che descrive come sue vere emozioni. Dopo essersi battuta per realizzare il suo album di debutto in stile pop-rock, distanziandosi dal genere pop convenzionale della sorella Jessica, la Simpson si distingue ulteriormente adottando un look ribelle e punk rock. Durante questo periodo, sceglie inoltre di tingere i suoi capelli naturalmente biondi di castano scuro, mossa che suscita notevole attenzione da parte dei media.
Il trionfo di Autobiography eclissa completamente la carriera musicale della sorella maggiore Jessica, la quale, fin dai suoi esordi nel 1999, non aveva mai ottenuto un grande successo nelle vendite. La ragione di questo forte impatto commerciale è in gran parte attribuibile all'esposizione mediatica data dal suo reality show The Ashlee Simpson Show, che debutta su MTV con otto episodi un mese prima della pubblicazione dell'album, ottenendo ottimi ascolti per la televisione via cavo.
La critica tuttavia si spacca sulle sue performance e in particolare frasi poco lodevoli vengono dalla rivista Rolling Stone, che la etichetta come la brutta copia di Avril Lavigne, di pochissimo tempo (giorni) più grande.
Dall'album vengono estratti 3 singoli: quello che precede l'uscita dell'album, Pieces of Me, è uno dei maggiori successi dell'estate 2004 e viene ben venduto ovunque; Shadow riscuote un modesto successo, tenendosi a un livello medio delle classifiche, sebbene, per diverso tempo, mentre La La ottiene parecchio successo. Il brano è protagonista di numerose puntate di TRL e raggiunge i gradini più alti della classifica, oltre a essere utilizzato in diversi altri programmi.
In aggiunta al suo primo album Ashlee Simpson canta Christmas Past, Present, and Future per l'album delle vacanze di Natale 2004 Radio Disney Jingle Jams e un duetto con la sorella Jessica per la canzone natalizia Little Drummer Boy per il disco ReJoyce, che cantano insieme nel varietà dell'ABC Nick & Jessica's Family Christmas. Nel 2004 la Simpson riceve il Song of the Summer Teen Choice Award per Pieces Of Me, oltre al premio Fresh Face. Vince poi il Billboard Award come artista femminile emergente.

#### Lo scandalo delSaturday Night Live

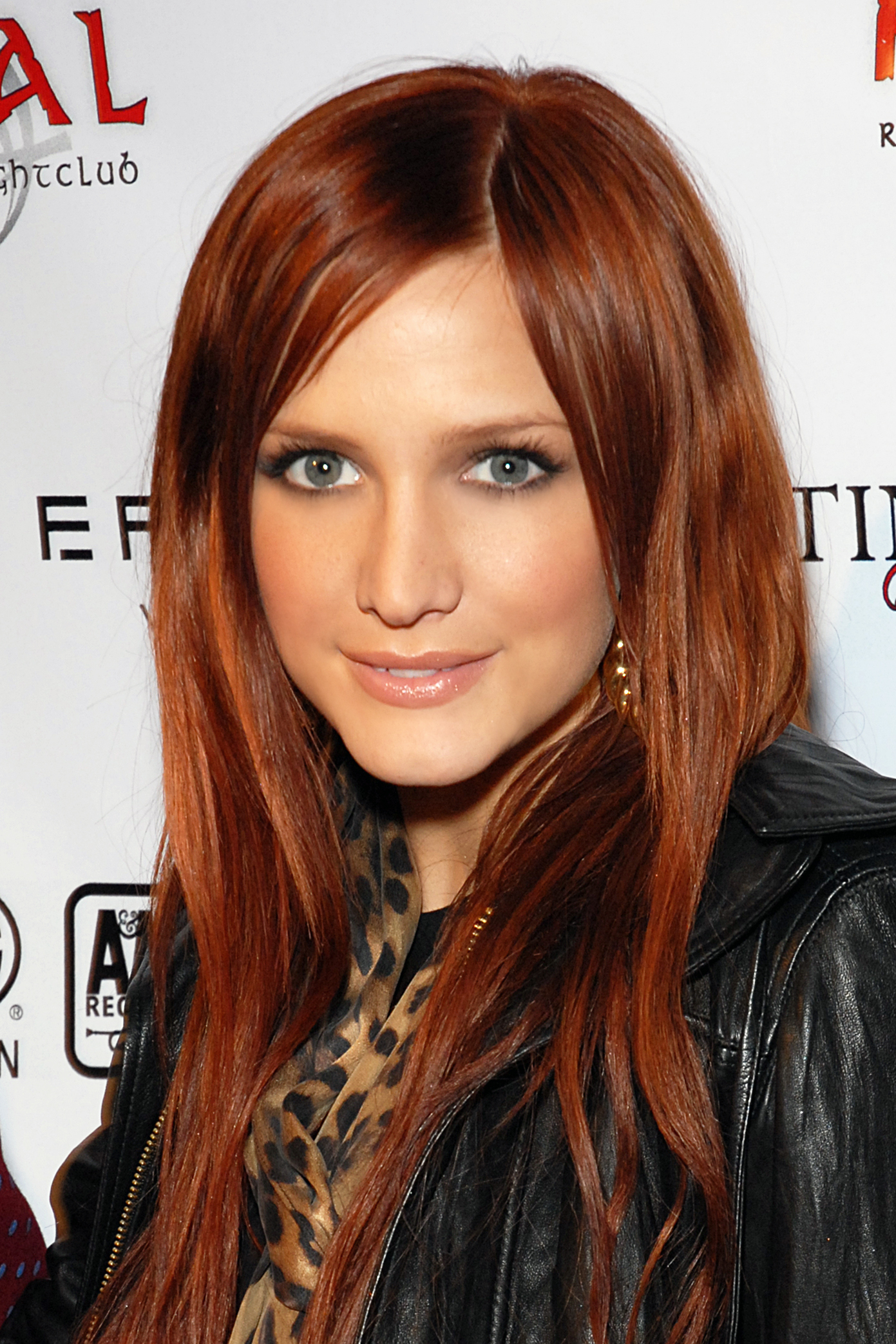
Ashlee Simpson nel 2008

La reputazione di Ashlee Simpson subisce un duro colpo quando la sua partecipazione come ospite musicale alla puntata del 23 ottobre 2004 del Saturday Night Live si trasforma in un disastro senza precedenti.
Dopo aver svolto con successo le prove tecniche il giovedì precedente la messa in onda dello show, la Simpson comincia a soffrire di infiammazione alle corde vocali, causata da un reflusso gastroesofageo, il giorno stesso della diretta. Nel pomeriggio, durante le prove generali, non riesce a terminare le sue esibizioni per mancanza di voce. Si trova quindi costretta, su indicazione del suo dottore e di suo padre, a utilizzare una traccia vocale pre-registrata come sostegno nelle due performance previste dalla serata. La sua prima esibizione, Pieces of Me, si svolge con successo. Tuttavia, quando più tardi la band si ripresenta e si appresta a eseguire il secondo brano, la title-track Autobiography, viene invece riprodotta per errore la traccia vocale del pezzo già eseguito precedentemente, prima ancora che la cantante avesse il tempo di approcciarsi al microfono. La traccia vocale viene fatta immediatamente scemare, ma nel frattempo anche la band si sincronizza nuovamente sulle note di Pieces of me per mitigare l'errore, causando ancora più confusione. Ritrovandosi immersa in un'immotivata seconda esibizione dello stesso brano, visibilmente smarrita e imbarazzata, la Simpson reagisce inizialmente d'impulso raffazzonando un breve ballo, ma dopo circa 30 secondi abbandona il palco in diretta televisiva. I musicisti continuano a suonare i loro strumenti senza la cantante, così la regia improvvisa una pausa pubblicitaria. L'avvenimento provoca un'onda di panico e sgomento tra il personale dello studio, che si trova costretto a modificare l'intera scaletta. In seguito, Ashlee riappare durante i titoli di coda con l'ospite della serata, Jude Law, affermando con tono forzatamente umoristico: "La mia band ha iniziato a suonare la canzone sbagliata, e non sapevo cosa fare, così ho pensato di fare un hoedown. Mi dispiace. Siamo in diretta TV, sono cose che succedono!".
L'evento scatena una forte reazione negativa da parte del pubblico e dei media e la cantante viene accusata di cantare in playback. La Simpson racconta quindi, in una successiva intervista per Total Request Live, di essere rimasta quasi completamente senza voce. Il suo batterista poi avrebbe premuto il tasto sbagliato, riproducendo la traccia errata e causando così l'errore tecnico. Un servizio di 60 Minutes sul Saturday Night Live, registrato dietro le quinte per puro caso lo stesso giorno dell'incidente e trasmesso la settimana successiva, conferma questa versione mostrando i gravi problemi vocali affrontati dalla cantante durante le prove pomeridiane dello show, al termine delle quali viene colta lasciare lo studio in lacrime. Tuttavia, questo non serve a risollevare la reputazione della cantautrice. Al contrario, Lorne Michaels, produttore del Saturday Night Live, rincara la dose dichiarando di essere stato all'oscuro dei piani circa l'utilizzo del playback e, che se ne fosse stato a conoscenza, non l'avrebbe mai permesso. Secondo Michaels, la Simpson è inoltre l'unica ospite musicale ad aver mai abbandonato il palco nel mezzo di un'esibizione dal vivo.
Da quel momento la cantante, all'epoca dei fatti appena diciannovenne, diventa insistentemente bersaglio di feroci attacchi e continue parodie da parte del pubblico, dei media e della stampa mondiale.

#### Controversa esibizione dell'Orange Bowl
Il 4 gennaio 2005 la Simpson canta La La nell'intervallo dell'Orange Bowl: la sua esibizione, l'ultima delle tre previste per lo spettacolo dell'intervallo, è un fiasco totale, con la disapprovazione di molti dei 72'000 o più spettatori presenti. Un'ulteriore pecca nella sua carriera dovuta ancora una volta a un guasto tecnico, che aveva dato problemi anche a Kelly Clarkson, esibitasi appena prima di lei.
Per l'occasione Ashlee viene costretta a stravolgere il testo di La La, a causa della preoccupazione che fosse troppo esplicito per lo spettacolo. Viene rimpiazzata, ad esempio, la frase I'll be your french maid (sarò la tua cameriera francese) con I'll bring you lemonade (ti porterò della limonata). Al termine della performance, gran parte del pubblico dello stadio reagisce negativamente, al punto che nemmeno le telecamere riescono a nascondere l'immenso coro di fischi e insulti provenienti dagli spalti.
La pessima accoglienza del pubblico alla sua esibizione viene interpretata sia come reazione negativa nei confronti della cantante in seguito all'incidente al Saturday Night Live, avvenuto nell'ottobre precedente, che alla pessima qualità dell'audio e della sua performance vocale. Inoltre viene osservato come il pubblico in generale non appartenesse alla stessa fascia d'età dei suoi fan abituali. La Simpson dichiara che non vi fossero monitor auricolari né monitor sul palco durante l'esibizione e spiega a MTV News: "Provare a cantare in uno stadio dove non riesci a sentire te stesso è abbastanza difficile". Secondo Entertainment Weekly, la performance sarebbe "degenerata in un grido stonato nei suoi momenti finali". Tuttavia, la Simpson ipotizza che la sua performance vocale potrebbe non essere stata la vera causa della scarsa accoglienza del pubblico, affermando: "Forse hanno fischiato me, oppure forse hanno fischiato l'intero spettacolo dell'intervallo perché tutto quanto faceva schifo. Ero di fronte agli Oklahoma Sooners e tifavo per gli USC, mentre veniva mostrata una clip che lo dimostrava. Forse è per questo che a quelle persone non sono piaciuta. Non si può mai sapere. Non posso fare felici tutti."
La Simpson rimane inoltre ottimista riguardo al futuro della sua carriera, dichiarando "Non sono perfetta e mai lo sarò. Continuo a non ascoltare l'opinione di ogni singola persona e sono ansiosa di continuare a fare buona musica."

#### Conseguenze e sviluppi
Cosmopolitan la sceglie per la copertina di febbraio, indicandola come la Fun Fearless Female of the Year, ovvero la donna più divertente e impavida dell'anno.

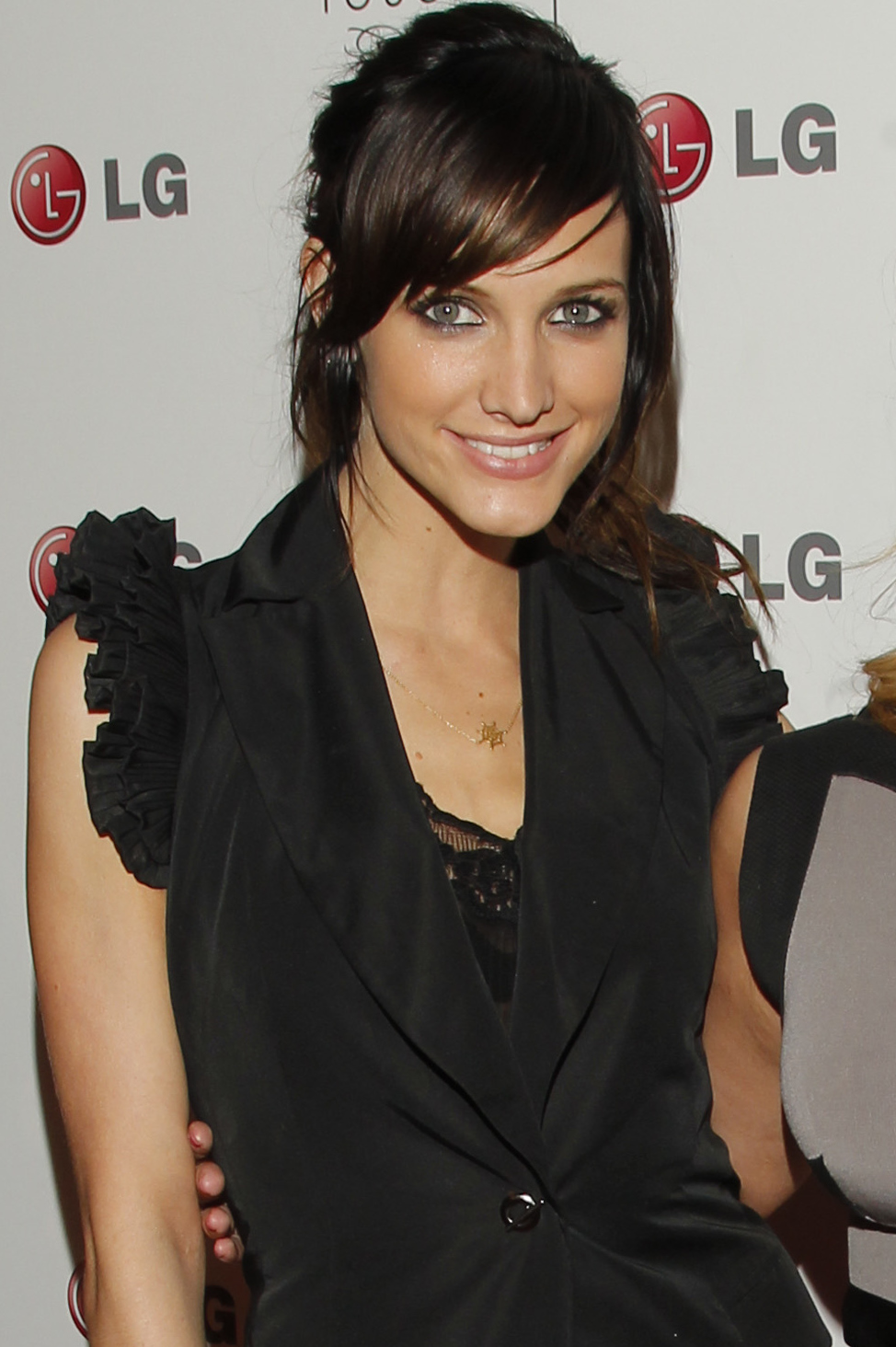
Ashlee Simpson nel 2010

In seguito a queste controversie, nasce una petizione online in cui si chiede alla Geffen Records di interrompere la produzione di musica da parte di Ashlee Simpson. Il testo afferma: «Noi firmatari esprimiamo il nostro disgusto per le pessime esibizioni canore di Ashlee Simpson e chiediamo l'interruzione delle sue attività. Che smetta di registrare, fare tour, sfilare ed esibirsi. Non desideriamo vederla mai più. La sua voce dal vivo non raggiunge la qualità che si può ascoltare nei suoi CD. Si limita a urlare le parole (a volte sbagliate) nel microfono. Siamo talmente nauseati dalle sue "esibizioni" che cogliamo quest'occasione per chiedervi di fermarla». La petizione si rivela essere una delle più attive del portale www.petitiononline.com e raccoglie più di 360'000 firme.
Questi spiacevoli episodi, specialmente quello accaduto durante il Saturday Night Live, compromettono in maniera irreversibile la credibilità della cantante, innescando da quel momento un graduale ma repentino declino della sua carriera musicale. Sebbene già celebre per la sua impressionante ascesa negli Stati Uniti, nel resto del mondo era una figura di minore rilevanza, emersa per la prima volta tra i fatti di cronaca di molti paesi proprio in seguito a questo scandalo. Per questa ragione, la sua gaffe al Saturday Night Live rimane, sfortunatamente, il primo e spesso l'unico momento della sua carriera saldamente ancorato nell'immaginario collettivo. Nonostante le gravi criticità avvenute durante la promozione di Autobiography, l'album continua ad ottenere ottimi risultati e fra la metà di febbraio ed aprile intraprende il suo primo tour per gli USA, con due date anche in Canada, ottenendo un grande successo.
Ashlee Simpson ottiene successivamente un ruolo come l'aspirante attrice Clea nel film Undiscovered, una pellicola indipendente distribuita nelle sale nell'agosto 2005. Il film è un flop, tanto che incassa solo $676.048, e nel 2005 Ashlee viene nominata ai Razzie Awards come peggior attrice non protagonista per Undiscovered.

### 2005-2006:I Am Me
I Am Me, il suo secondo album, esce negli Stati Uniti nell'ottobre del 2005 e con esso la cantante-attrice ripropone il suo distintivo stile pop-rock, sebbene in veste più raffinata ed elaborata, unito ad alcuni elementi della musica degli anni ottanta.
Anche I Am Me debutta direttamente al numero 1, vendendo 220 000 copie solo nella prima settimana negli USA. Nelle settimane successive tuttavia, le vendite calano notevolmente ma il disco riesce comunque a ottenere il disco di Platino per oltre 1 milione di copie vendute negli Stati Uniti.
L'album affronta tematiche più profonde rispetto al suo debutto e in generale riflette le diverse esperienze di vita di Ashlee Simpson dall'uscita del suo ultimo album; in particolare, due canzoni esprimono le sue emozioni in seguito alla sua esibizione non riuscita nel programma Saturday Night Live nell'ottobre 2004, che l'ha vista vittima di molte critiche e umorismo.
Per promuovere l'album e i suoi singoli, la Simpson fa diverse apparizioni televisive di rilievo, tra cui un ritorno al Saturday Night Live nella notte dell'8-9 ottobre, durante la quale esegue i brani Catch Me When I Fall e Boyfriend, stavolta senza incidenti.
Il primo singolo, Boyfriend, diventa una hit negli USA e in tutto il mondo, così come il secondo, L.O.V.E., il quale viene ampiamente apprezzato dalla critica. Un terzo singolo, Invisible, viene pubblicato pur non facente parte della tracklist ufficiale dell'album, mentre Catch Me When I Fall viene trasmesso esclusivamente nelle radio americane.
A fine settembre Ashlee Simpson inizia un tour di concerti da Portland, attualmente il più grande della sua carriera. A metà dicembre ha uno svenimento dopo una performance in Giappone, dovuta probabilmente ad eccessivo stress; viene ricoverata in ospedale, ma senza nessuna grave conseguenza.

### 2008:Bittersweet World

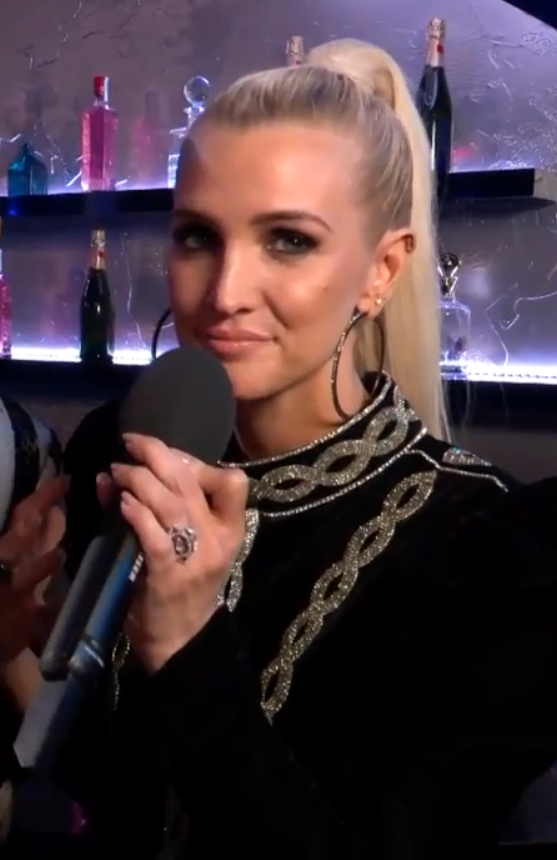
Ashlee Simpson nel 2018

Durante il 2007 Ashlee torna in studio di registrazione per lavorare sul nuovo materiale. Come produttori dell'album spiccano i nomi di Ron Fair (già produttore in passato di Christina Aguilera e Britney Spears), Timbaland e will.i.am. La data di uscita è stata fissata il 15 aprile 2008.
Rispetto ai due album precedenti, Bittersweet World è molto più influenzato dal sound dance degli anni 80, in particolare dal synth pop e la new wave, pur mantenendo una vena pop-rock. La stessa cantante dichiara infatti: "Ci tenevo che questa release richiamasse quegli anni, perché in questo momento mi sento così, prorompente e festaiola".
L'album debutta al quarto posto nella classifica Billboard 200 con circa 47'000 copie vendute nella prima settimana. Per una coincidenza, Ashlee e sua sorella Jessica si ritrovano contemporaneamente nella top 10 di iTunes USA: si tratta della prima volta in assoluto in cui una coppia di fratelli o sorelle riesce nell'impresa. Tuttavia, quello di Bittersweet World rappresenta un debutto molto più debole rispetto a quelli ottenuti da Autobiography (398'000 copie) e I Am Me (220.000 copie), entrambi debuttati al numero uno.
Per promuovere il disco la Geffen lancia come primo singolo Outta My Head (Ay Ya Ya), che debutta in anteprima sul portale AOL Music a fine novembre 2007. Il video, girato pochi giorni dopo, è stato descritto dalla stessa artista come un "surreale concentrato dell'arte di Salvador Dalí unito a qualcosa di John Malkovich". Pur ottenendo un moderato successo in territori internazionali, il singolo non riesce ad entrare nella classifica Hot 100 negli Stati Uniti. Il secondo singolo, annunciato da Ashlee e confermato anche dal suo sito ufficiale è Little Miss Obsessive, in cui duetta con Tom Higgenson dei Plain White T's.
Successivamente, i piani per un tour estivo vengono annullati quando la Simpson annuncia la sua gravidanza. Questo non giova alle vendite di Bittersweet World, che raggiunge un totale di appena 126'000 copie vendute negli Stati Uniti.
L'album si rivela un insuccesso commerciale e rappresenta l'ultima pubblicazione di Ashlee Simpson con la Geffen Records. Tuttavia, è il primo progetto della cantante a essere lodato dalla critica, grazie al suo suono elettropop influenzato dagli anni 80, che la stessa Simpson definisce, diversi anni dopo, "avanti rispetto al suo tempo".

### 2008-presente: Broadway, televisione e parziale ritorno alla musica
A partire dal 2008 Ashlee recita nella serie TV Melrose Place, interpretando il ruolo di Violet Foster per 12 episodi. In un primo momento il suo personaggio avrebbe dovuto apparire in ogni episodio, ma successivamente viene tagliato. Successivamente entra a far parte della produzione di Broadway Chicago.
Nel 2012, Ashlee annuncia l'imminente pubblicazione di un nuovo album e pubblica il singolo Bat For A Heart, scritto da Linda Perry. Ashlee descrive l'album come elettronico e sperimentale, tuttavia il progetto non è mai stato pubblicato.
Nel 2016, Ashlee parla nuovamente della possibilità di pubblicare un nuovo album o tornare a recitare, tuttavia si limita alla seconda attività doppiando un personaggio nel cartoon Space Dogs.
Nel 2018, Ashlee e suo marito, il cantante Evan Ross, lanciano un reality show sulla loro vita di coppia e il singolo in duetto I Do. Il loro primo Extended Play omonimo, Ashlee + Evan (EP), è stato poi pubblicato il 12 ottobre 2018, attraverso Access Records, e supportato da un tour in alcune città selezionate del Nord America nel gennaio 2019.

## Immagine pubblica
Quando la Simpson fa la sua prima comparsa sulla scena musicale nel 2004, con l'uscita di Autobiography, viene istantaneamente promossa come un' "anti-Britney", suscitando paragoni con artisti come Avril Lavigne e Fefe Dobson. Si distingue dall'immagine già consolidata di sua sorella grazie a uno stile musicale diverso, scelte di moda differenti e una personalità più assertiva. Le canzoni di Ashlee sono state caratterizzate da elementi rock assenti nella musica di sua sorella e, soprattutto durante la sua prima carriera, la Simpson è solita indossare spesso abiti che mettono in evidenza uno stile influenzato dal rock o dal punk.
Con il suo secondo album, I Am Me, Ashlee abbraccia uno stile più oscuro e sofisticato. In questo periodo, ritorna anche alla chioma bionda, anche se non alla sua tonalità naturale. Nel caso del terzo album, Bittersweet World, invece, sfoggia una capigliatura dai riflessi rossi ramati e adotta uno stile più glamour e sofisticato, ispirato allo stile dance degli anni '80.
Nel 2006, Forbes include la Simpson tra le "Giovani celebrità più Ricche", riportando un guadagno di $8,3 milioni nel 2005. La rivista posiziona Simpson e il suo allora marito Pete Wentz al 20º posto nella loro lista delle "Top 20 Coppie di Celebrità più Redditizie", con un reddito combinato di $9,5 milioni.
Il 22 aprile 2008, lo stesso giorno di pubblicazione di Bittersweet World, Simpson lancia una collezione di top in collaborazione con il rivenditore di abbigliamento Wet Seal. Compare inoltre in spot pubblicitari per il rivenditore canadese Zellers per promuovere la loro linea di abbigliamento indipendente, Request, a metà del 2008. La Simpson è inoltre presente nell'episodio numero due di America's Next Top Model, Cycle 17, in veste di giudice. Successivamente crea una linea di moda rivolta a ragazze dai 7 ai 16 anni in collaborazione con il brand di successo di sua sorella. Simpson è co-direttrice creativa della linea, che viene lanciata nell'inverno del 2011.
La Simpson è apparsa sulle copertine di numerose riviste, tra cui Women's Health, Jane, CosmoGirl, Shape, Allure, YM, Marie Claire, Redbook e Seventeen negli Stati Uniti; Glamour in Germania; Blenda ed Elle in Giappone; e Elle Girl in Russia. Ha fatto la sua comparsa su diverse edizioni internazionali di Cosmopolitan, tra cui Georgia, Serbia, Russia, Italia, Grecia, Ucraina, Slovenia, Paesi Bassi, Stati Uniti e Australia. Ha partecipato a spot televisivi per Liquid Ice, HP, Zellers e Pizza Hut. È apparsa in annunci stampa per Skechers e ThermaSilk.

### Polemiche sulla chirurgia estetica
Nel luglio 2006, Ashlee Simpson appare sulla copertina della rivista Marie Claire. Nel suo articolo, parla dell'importanza di amare se stessa nonostante la consapevolezza di non essere perfetta. "Ognuno è fatto in modo diverso, ed è ciò che ci rende belli e unici. Voglio che le ragazze si guardino allo specchio e si sentano sicure di sé", afferma la Simpson. Tuttavia, subito dopo l'uscita del numero, appare in pubblico con un nuovo naso, suscitando il malcontento dei fan per la presunta inautenticità dei suoi commenti e per l'ipocrisia dimostrata. Joanna Coles, allora direttore responsabile, riceve migliaia di lettere di protesta. "Mi rendo conto che non puoi controllare ciò che fanno le tue modelle di copertina dopo l'intervista e il servizio fotografico, ma comunque!" scrive un lettore (via MTV News), mentre un altro commenta: "L'articolo... era uno scherzo, vero?" In risposta, Coles non concede alla Simpson il beneficio del dubbio, affermando: "Era piena di citazioni su quanto fosse fondamentale amare se stessi così come si è. Siamo sconcertati, confusi e delusi dalla sua scelta! ". Coles amplia quindi la sezione delle lettere del numero successivo per permettere ai lettori di esprimere tutte le loro frustrazioni. In seguito, Simpson chiarisce di essere felice del risultato e di non preoccuparsi delle critiche, dichiarando: "Tutti hanno sempre un'opinione. Un minuto ti amano; un minuto ti odiano. Quando vai a dormire la notte, la cosa importante è stare bene con se stessi. E per me è così". In un'intervista del settembre 2007, suo padre, Joe Simpson, affronta l'argomento spiegando che vi fosse da tempo un grave problema di respirazione, risolto con successo grazie alla chirurgia.

## Vita privata
Nell'agosto 2003, durante le riprese del reality show The Ashlee Simpson Show, Ashlee Simpson ha una relazione con l'attore e cantante Josh Henderson. Il loro rapporto viene mostrato nella prima puntata dello show, ma si conclude alla fine di essa, apparentemente per decisione di Henderson. Il motivo della rottura non è chiaro, ma pare Henderson si sia allontanato bruscamente indirizzando anche frasi crudeli contro Ashlee e la sua famiglia, come mostra la puntata successiva dello show. In un’intervista per E! News del 2017, Henderson racconta: "Io e lei siamo stati insieme per circa un anno e mezzo e eravamo molto uniti. Eravamo ragazzi. Io ero appena uscito da un reality show chiamato Popstars, in cui le telecamere mi avevano seguito per un anno. Non volevo ripetere quest’esperienza con le telecamere e la relazione, quindi ci siamo lasciati. Ma, lei è incredibile, ora ha una famiglia e sono davvero orgoglioso di lei”. Questo rapporto ha ispirato la maggior parte delle canzoni dell'album Autobiography.
Successivamente, Simpson inizia una relazione con il cantante Ryan Cabrera. La coppia si conosceva da anni, poiché Cabrera aveva vissuto per oltre un anno e mezzo nella casa dei genitori della Simpson. La loro relazione romantica, tuttavia, si conclude dopo qualche mese e i due tornano ad essere amici. Ashlee ha più volte dichiarato, in numerose interviste e nel suo reality show, che il celebre brano Pieces of Me è ispirato al rapporto con Cabrera.
Agli MTV Video Music Awards del 2006 Ashlee incontra Pete Wentz, bassista dei Fall Out Boy, e la coppia conferma la loro relazione nell'aprile di quell'anno. Il loro rapporto porta a un fidanzamento nell'aprile 2008, seguito da una cerimonia nuziale il 17 maggio 2008. Dalla coppia nasce il figlio Bronx Mowgli Wentz nel novembre dello stesso anno. Tuttavia, la coppia finalizza il loro divorzio nel 2011 per “differenze inconciliabili”, ma rimangono in buoni rapporti come co-genitori di loro figlio.
La Simpson comincia una relazione con l’attore Vincent Piazza nel giugno 2011 dopo essersi presumibilmente incontrati a un'esclusiva festa di celebrità. La coppia gode di diverse uscite ad alto profilo e eventi insieme, incluso un'apparizione agli Emmy nel 2011. Tuttavia, dopo un anno e quattro mesi decide di lasciarsi nel novembre 2012.
Nel 2013, Ashlee Simpson inizia a frequentare Evan Ross, il figlio di Diana Ross. Si fidanzano nel gennaio 2014 e si sposano il 30 agosto 2014 nella tenuta di Diana Ross nel Connecticut. La coppia dà alla luce una figlia, Jagger Snow, nel luglio 2015, seguita dal figlio Ziggy Blu, il 29 ottobre 2020.

## Formazione
Nelle esibizioni dal vivo Ashlee Simpson suona con una band costituita da:
- Ray Brady (chitarra)
- Joey Kaimana (basso, dal 2004 al 2005 questo ruolo è stato ricoperto da Zach Kennedy)
- Jason Dering (batteria, dal 2004 al 2007 questo ruolo è stato ricoperto da Chris Fox)
- Scott Cellars (chitarra, dal 2004 al 2007 questo ruolo è stato ricoperto da Braxton Olita)
- Chris Price (tastiere e voce, dal 2004 al 2005 questo ruolo è stato ricoperto da Lucy Walsh)

Dal settembre 2004 questa band si chiama ufficialmente Ashlee Simpson and Submission.

## Riconoscimenti
| Anno | Award-giving body                | Premio                                                      |
| ---- | -------------------------------- | ----------------------------------------------------------- |
| 2004 | Teen Choice Awards               | Choice Fresh Face Choice Song of the Summer: "Pieces of Me" |
| 2004 | Billboard Awards                 | Best New Female Artist Of The Year                          |
| 2005 | MTV Asia Video Music Awards      | Favourite International Breakthrough Artist                 |
| 2005 | RIAJ Gold Disc Award             | Newest Artist                                               |
| 2006 | TRL Awards                       | Bounce-Back Artist                                          |
| 2006 | MTV Australia Video Music Awards | Best Female Artist Best Pop Video: "Boyfriend"              |

## Discografia
- 2004 – Autobiography
- 2005 – I Am Me
- 2008 – Bittersweet World

## Filmografia

### Cinema
- Hot Chick - Una bionda esplosiva (The Hot Chick), regia di Tom Brady (2002)
- Undiscovered, regia di Meiert Avis (2005)
- Pawn Shop Chronicles, regia di Wayne Kramer (2013)

### Televisione
- Malcolm (Malcolm in the Middle) - serie TV, episodio 2x18 (2001)
- Settimo cielo (7th Heaven) - serie TV, 40 episodi (2002-2004)
- Melrose Place - serie TV, 13 episodi (2008-2009)
- CSI: NY - serie TV, episodio 5x18 (2009)

## Doppiatrici italiane
Nelle versioni in lingua italiana dei suoi lavori, Ashlee Simpson è stata doppiata da:
- Emanuela D'Amico in Settimo cielo
- Laura Lenghi in Undiscovered
- Federica De Bortoli in Melrose Place
- Laura Latini in CSI: NY